# Oncidium wentworthianum
Oncidium wentworthianum är en orkidéart som beskrevs av James Bateman och John Lindley. Oncidium wentworthianum ingår i släktet Oncidium och familjen orkidéer. Inga underarter finns listade i Catalogue of Life.